# Edgar Bonsak Schieldrop
Edgar Bonsak Schieldrop (Brooklyn, 8 de março de 1891 – 12 de junho de 1965) foi um engenheiro e matemático norueguês nascido nos Estados Unidos.

## Família
Filho do engenheiro Bonsak Kristian Gotaas Schieldrop (1859-1919) e Anna Borum (1866-1945), cresceu em Kristiansand e Bergen. Casou-se em 1918 com Karen Johanssen (1893-1976).

## Formação e carreira
Graduou-se como engenheiro de construção no Instituto Norueguês de Tecnologia em Trondheim (1910-1916), quando se tornou o primeiro presidente da Associação dos Estudantes de Trondheim (Studentersamfundet i Trondheim).

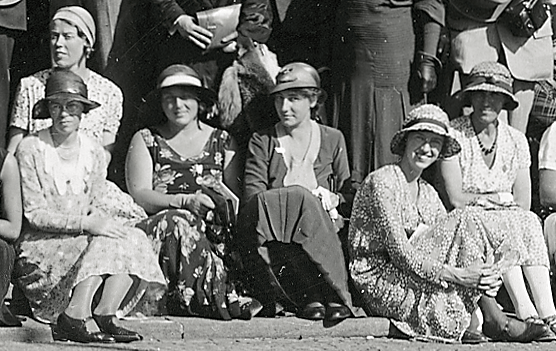
Da esquerda para a direita, em segundo plano: Sra. Young; frente: Sra. Skewes (mulher de Stanley Skewes), Sra. Schieldrop, Sra. Tricomi (mulher de Francesco Tricomi), Mary Cartwright, não identificada. Congresso Internacional de Matemáticos em Zurique, 1932.

A partir de 1919 foi docente de mecânica e matemática no Instituto Norueguês de Tecnologia. Estudou em Paris em 1920-1921 com, dentre outros, Élie Cartan, e em Berlim em 1921-1922 com Albert Einstein e Max Planck. Obteve um doutorado em 1922 em Paris, com a tese Sur une classification des accélérations avec applications aux théorèmea généraux. De 1929 a 1961 foi professor de matemática aplicada na Universidade de Oslo.
Foi eleito membro da Academia Norueguesa de Literatura e Ciências em 1927 e da Sociedade Real Norueguesa de Ciências e Letras em 1928.
Foi palestrante convidado do Congresso Internacional de Matemáticos em Zurique (1932).

## Obras
- Schieldrop, Edgar B. (1961). Christiania spigerverk: 1853-1961. Oslo: Spigerverket
- Schieldrop, Edgar B. (1958). Utvalgte kapitler av mekanikken. Oslo: Universitetsforl.
- Schieldrop, Edgar B. (1956). På skilleveien i dette angstens og håpets århundre. Oslo: [s.n.]
- Schieldrop, Edgar B. (1952). Teknikkens vidundere: i fartens tidsalder. Oslo: Gyldendal
- Schieldrop, Edgar B. (1951). Teknikkens vidundere: i fartens tidsalder. Oslo: Gyldendal
- Schieldrop, Edgar B., ed. (1938). Moderne naturvidenskap. Oslo: Gyldendal
- Schieldrop, Edgar B. (1939). Moderne teknikk: idéhistorisk fremstilling. Oslo: Gyldendal
- Lancelot Hogben (1939). Vitenskap for hvermann (traduzido por Schieldrop). Oslo: Gyldendal
- Lancelot Hogben (1937). Matematikk for millioner (traduzido por Schieldrop). Oslo: Gyldendal
- Schieldrop, Edgar B. (1936). Flyvningens vidundere: fortalt for ungdom. Oslo: Gyldendal
- Teknikkens vidundere i fartens tidsalder (1935).  To bind, 1300 sider.  Om teknologifronten innen biler, tog, fly, radio og telekommunikasjon.  Oversatt til flere språk.  Ny utgave 1952.
- Schieldrop, Edgar B. (1934). Professor Edgar B. Schieldrops tale til de studieinteresserte arbeidere: kringkastet 26 feb. 1934. Oslo: Arbeidernes oplysningsforbund
- Schieldrop, Edgar, ed. (1920). Norges tekniske høiskole: beretning om virksomheten 1910-1920. Trondhjem: Norges tekniske høiskole